# Bazin (menjar)
El bazin (àrab: بازين, bāzīn) és un tipus de pa sense llevat propi de Líbia, que es prepara amb ordi, aigua i sal. El bazin es prepara bullint farina d'ordi en aigua, i colpejant-la per formar una massa amb un magraf, un pal dissenyat per això. Es col·loca la massa en una paella i es deixa reposar fins que s'endureix, i posteriorment es cou al forn o al vapor. També es pot preparar amb farina de blat integral, oli d'oliva i pebre.